# مارکوس فوکس (سوارکار)
مارکوس فوکس (آلمانی: Markus Fuchs؛ زادهٔ ۲۳ ژوئن ۱۹۵۵) سوارکار اهل سوئیس است.
وی در مسابقات کشوری و بین‌المللی در مجموع برندهٔ ۱ مدال نقره شده‌است.